# چکاوک بوتا
چکاوک بوتا (نام علمی: Spizocorys fringillaris) نام یک گونه از سرده چکاوک‌های زنگی است.